# صندوق اليوبيل للإبحار

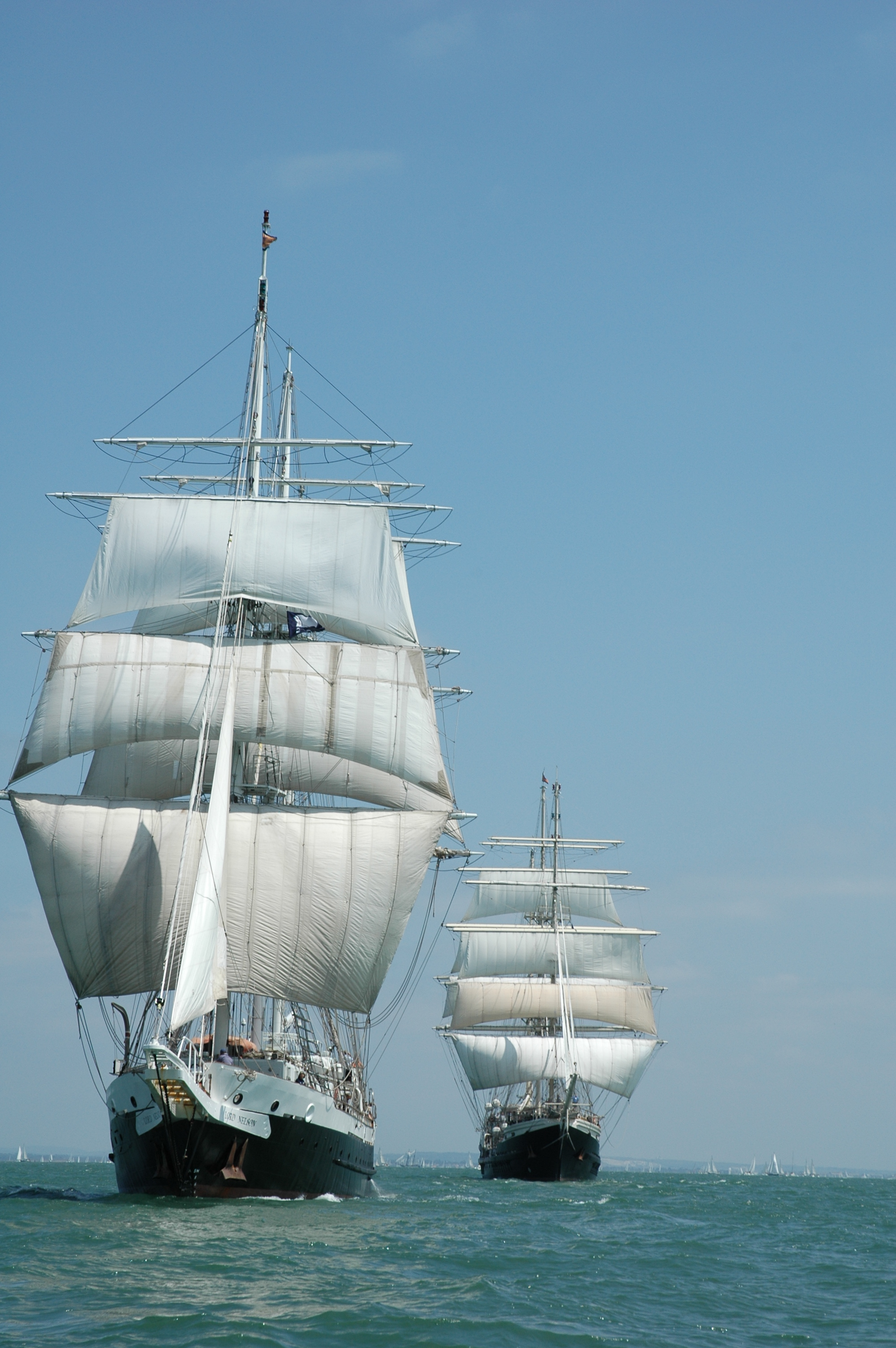
اللورد نيلسون في المقدمة، وتيناشيوس في الخلفية

صندوق اليوبيل للإبحار هي منظمة خيرية في المملكة المتحدة كانت تدير السفن الشراعية ذات الصواري الثلاثة Lord Nelson و Tenacious و STS المصممة خصيصًا للأشخاص ذوي الإعاقة الجسدية حتى يتمكنوا من المشاركة الكاملة في تجربة الإبحار.

## الأهداف
مؤسسة صندوق اليوبيل للإبحار، التي يقع مقرها في ساوثهامبتون، هي مؤسسة خيرية لتدريب الإبحار مسجلة لدى لجنة المؤسسات الخيرية. تأسست في عام 1978 بأموال من صندوق اليوبيل الفضي للملكة إليزابيث الثانية بواسطة كريستوفر رود، البحار المتحمس، وأهدافها هي: "دمج الأشخاص الأصحاء والمعاقين من خلال الإبحار على متن سفن شراعية كبيرة".

## السفن
في المخططات التجريبية المبكرة التي شملت رحلات في السفن ذات الصواري المربعة Marques و TS Royalist و(بين عامي 1982 و1985) Søren Larsen، ثبت أن السفن ذات الصواري المربعة مناسبة لتحقيق أهداف الصندوق. وفي وقت لاحق، كلف الصندوق ببناء سفينة Lord Nelson (التي صممها كولين مودي)، والتي أبحرت في رحلتها الأولى من ساوثهامبتون إلى شيربورغ في 17 أكتوبر 1986، وسفينة Tenacious (التي صممها توني كاسترو)، والتي قامت برحلتها الأولى في 1 سبتمبر 2000، أيضًا من ساوثهامبتون.
كان كلٌّ من السفينة اللورد نيلسون و تيناشيوس من أوائل السفن الشراعية الطويلة التي صُمِّمت وبُنيت خصيصًا لتمكين الأشخاص من جميع القدرات البدنية من الإبحار جنبًا إلى جنب على قدم المساواة.
تحتوي كل سفينة على ثماني كبائن مخصصة لاستخدام الكراسي المتحركة، تضم كل واحدة سريرين بطابقين، بينما تأخذ أماكن الإقامة المتبقية طابع "الإقامة المشتركة". جميع الأسرّة ثابتة ومفردة.
زودت السفينتين بتجهيزات إضافية تُمكّن الأشخاص ذوي الإعاقة من الإبحار بأمان وراحة، وتشمل:
- بوصلة ناطقة
- أجهزة إنذار بصرية ولمسية لدعم الإعلانات الصوتية في حالات الطوارئ
- مراحيض مخصصة لذوي الإعاقة
- لافتات ومخططات بلغة برايل
- توجيه مدعوم بالطاقة لعجلة القيادة
- مصاعد للكراسي المتحركة داخل السفينة
- ممرات أوسع
- علامات لمسية تساعد ضعاف البصر على التنقّل بسهولة داخل السفينة

## أنشطة
يقوم فريق JST سنويًا بنقل حوالي 2000 شخص بالغ إلى البحر، من الأصحاء والمعوقين جسديًا. يمكن لكل سفينة الإبحار مع ما يصل إلى 40 من أفراد طاقم الرحلة، نصفهم قد يكونون من ذوي الإعاقة الجسدية ويوجهون خلال كل مهمة على متن السفينة من قبل ثمانية أو تسعة أعضاء من الطاقم الدائمين (بحارة محترفون) وثلاثة أو أكثر من أفراد الطاقم المتطوعين. تبحر السفن حول المملكة المتحدة وأوروبا الغربية وجزر الكناري ومنطقة البحر الكاريبي.
من أكتوبر 2012 إلى سبتمبر 2014، أبحرت سفينة STS Lord Nelson حول العالم في أول رحلة حول العالم ضمن برنامج JST، حيث زارت 30 دولة تمتد على القارات السبع. في أكتوبر 2013، شاركت سفينة STS Lord Nelson في مراجعة الأسطول الدولي 2013 في سيدني، أستراليا.

## يدعم
وعلى الرغم من نموذج الأعمال الناجح الذي يعتمد على بيع المساحات على متن سفينتهم الشراعية الطويلة، فإن شركة JST تعتمد أيضًا على التمويل والتبرعات والشراكات مع الشركات لتحقيق رؤيتها. اعتبارًا من عام 2022، كان لدى JST تسعة "أبطال" بما في ذلك: Actisense، Ardent Training، Classic Sailing، Cruising Association، easyBoat، English Braids، Hill Dickinson LLP، AH Monsen Ltd، وSwig Wines.

## نداء الطوارئ والتخفيضات
في يونيو 2019، أعلنت جمعية العدالة الاجتماعية عن "نداء طارئ"، مع أسبوع لإنقاذ المؤسسة الخيرية. و أثار تعامل الجمعية الخيرية مع النداء وتداعياته انتقادات من جانب العديد من العاملين في عالم تدريب الإبحار. وعلى الرغم من جمع أكثر من مليون جنيه إسترليني في خمسة أيام، أعلن أن سفينة STS Lord Nelson ستوقف برنامجها الإبحاري بحلول شهر أكتوبر/تشرين الأول. وكان هناك مراجعة مخططة أخرى للهياكل التنظيمية بهدف تقليل التكاليف الأساسية، بهدف تحقيق "أساس مالي أقوى".
في أوائل عام 2021، وبعد أن كانت السفينة راسية بجوار أرصفة بريستول وكانت في حالة سيئة للغاية، طُرحت للبيع. في مايو 2022، استعرض بيتر كاردي، الرئيس التنفيذي السابق لوكالة الملاحة البحرية وخفر السواحل ومنظمة التدريب على الإبحار الدولية، التاريخ الحديث لاتفاقية الشراكة الأمنية (JSA) وتحدياتها، وخلص إلى أنه "بدون تغيير جذري في البرنامج، وتسويق فعال بتركيز وجودة لم نشهدهما منذ سنوات عديدة، فإن مجرد تعديل النموذج يعني دوامة جديدة تنتظرنا. في المرة القادمة، قد لا يكون هناك خيار آخر سوى الإفلاس والإدارة".
لم تُبرم أي عملية بيع للورد نيلسون وفي أغسطس 2022، وضعت الشركة المالكة للسفينة، Jubilee Sailing Trust Ltd، تحت الإدارة. مع عدم وجود بيع حتى الآن، طرح المسؤولون السفينة في مزاد في يونيو 2023.
في ديسمبر 2023، أُعلن أن شركة Jubilee Sailing Trust (Tenacious) Ltd لم تعد قادرة على الاستمرار، كما وضعت تحت الإدارة، مع إلغاء جميع الرحلات المخطط لها وبيع شركة Tenacious. وسوف يُحدد مستقبل الصندوق نفسه من قبل لجنة المؤسسات الخيرية.

## روابط خارجية
- مؤسسة اليوبيل للإبحار — الموقع الرسمي